# PGC 3088773
LEDA/PGC 3088773 ist eine Linsenförmige Galaxie vom Hubble-Typ S01 im Sternbild Jagdhunde am Nordsternhimmel. Sie ist schätzungsweise 305 Millionen Lichtjahre von der Milchstraße entfernt und hat einen Durchmesser von etwa 50.000 Lichtjahren. Vom Sonnensystem aus entfernt sich das Objekt mit einer errechneten Radialgeschwindigkeit von näherungsweise 6.800 Kilometern pro Sekunde.
Im selben Himmelsareal befinden sich unter anderem die Galaxien IC 4305, IC 4306, PGC 48080, PGC 2031971.